# Championnats d'Asie juniors d'athlétisme 2012
Navigation
2010 2014
Les 15e Championnats d'Asie juniors d'athlétisme ont eu lieu du 9 au 12 juin 2012 à Colombo, au Sri Lanka.

## Résultats

### Hommes
| Épreuve | Or                                                                              | Or               | Argent                                                                                          | Argent         | Bronze                                                        | Bronze         |
| --- | ------------------------------------------------------------------------------- | ---------------- | ----------------------------------------------------------------------------------------------- | -------------- | ------------------------------------------------------------- | -------------- |
| 100 m (Vent: −2,3 m/s) | Hassan Taftian Iran                                                             | 10 s 49          | Xie Zhenye Chine                                                                                | 10 s 54        | Yousef Ali al-Shalani Arabie saoudite                         | 10 s 64        |
| 200 m (wind: −3.9 m/s) | Xie Zhenye Chine                                                                | 21 s 15          | Kenta Kimura Japon                                                                              | 21 s 53        | Hassan Taftian Iran                                           | 21 s 60        |
| 400 m | R. A. Dulaj Madusanka Sri Lanka                                                 | 47 s 36          | Kazushi Kimura Japon                                                                            | 47 s 53        | Bandar Atiyah al-Kaabi Arabie saoudite                        | 47 s 73        |
| 800 m | Teng Haining Chine                                                              | 1 min 46 s 56 CR | Hamza Driouch Qatar                                                                             | 1 min 46 s 72  | Shota Kozuma Japon                                            | 1 min 49 s 37  |
| 1 500 m | Hamza Driouch Qatar                                                             | 3 min 39 s 85 CR | Teng Haining Chine                                                                              | 3 min 43 s 00  | Jamal al-Hayrani Qatar                                        | 3 min 48 s 11  |
| 5 000 m | Rahul Kumar Pal Inde                                                            | 14 min 33 s 60   | Kota Murayama Japon                                                                             | 14 min 33 s 67 | Keisuke Nakatani Japon                                        | 14 min 58 s 23 |
| 10 000 m | Rahul Kumar Pal Inde                                                            | 30 min 28 s 95   | Kamino Daichi Japon                                                                             | 31 min 22 s 10 | Takahashi Soushi Japon                                        | 31 min 54 s 63 |
| 110 m haies (99,0 cm) (Vent: −2,5 m/s) | Kittipong Kongdee Thaïlande                                                     | 13 s 86          | Cheng Yun-Yin Taipei chinois                                                                    | 13 s 87        | Supun Viraj Randeniya Sri Lanka                               | 13 s 94        |
| 400 m haies | Ibrahim Mohammed Saleh Arabie saoudite                                          | 51 s 20          | Yuichi Nagano Japon                                                                             | 51 s 32        | Durgesh Kumar Pal Inde                                        | 51 s 38        |
| 3 000 m steeple | Mohamed Hasim Salah Qatar                                                       | 9 min 4 s 65     | Mohamad al-Barakati Arabie saoudite                                                             | 9 min 15 s 81  | Le Trong Giang Vietnam                                        | 9 min 22 s 28  |
| 4 × 100 m | Thaïlande Jaran Sathoengram Krisada Namsuwan Jirapong Meenapra Ruttanapon Sowan | 40 s 21          | Japon Takuya Sato ... Kenta Naoki Naohiro Yokoyama                                              | 40 s 39        | Hong Kong Li Lut Yin So Chuang Hong Tung Ling Ho Ho Ping Kwan | 40 s 67        |
| 4 × 400 m | Japon Takuya Sato Kenta Kimura Naohiro Yokoyama Kazushi Kimura                  | 3 min 9 s 64     | Arabie saoudite Ahmed al-Khayri Mohamed al-Barakati Bandar Atia al-Kaabi Ibrahim Mohammed Saleh | 3 min 10 s 63  | Inde Sachin Kumar Durgesh Kumar Sandeep Sandeep Sumit Malik   | 3 min 11 s 12  |
| 10 000 m marche | Kuldeep Inde                                                                    | 45 min 1 s 43    | Daisuke Matsunaga Japon                                                                         | 45 min 3 s 01  | Zhang Zhi Chine                                               | 45 min 5 s 27  |
| Saut en hauteur | Muamer Aissa Barshim Qatar                                                      | 2,16 m           | Yuriy Dergachev Kazakhstan                                                                      | 2,16 m         | Hsiang Chun-Hsien Taipei chinoisSubramaniam Navinraj Malaisie | 2,16 m         |
| Saut à la perche | Zhang Wei Chine                                                                 | 5,35 m CR        | Fuji Daiki Japon                                                                                | 4,80 m         | Moho Fahme Zam-Zam Malaisie                                   | 4,20 m         |
| Saut en longueur | Lin Qing Chine                                                                  | 7,96 m           | Tomoya Takamasa Japon                                                                           | 7,68 m (w)     | Kumaravel Premkumar Inde                                      | 7,52 m         |
| Triple saut | Fu Haitao Chine                                                                 | 16,38 m          | Pratchaya Tepparak Thaïlande                                                                    | 16,25 m        | Mostafa Khosravi Iran                                         | 15,31 m        |
| Lancer du poids (6 kg) | Li Meng Chine                                                                   | 19,95 m          | Mohammad Omer Abdul Qadri Arabie saoudite                                                       | 18,44 m        | Wong Kai Yuen Singapour                                       | 17,39 m        |
| Lancer du disque (1,750 kg) | Mojtaba Shabaneh Iran                                                           | 58,79 m          | Arjun Kumar Inde                                                                                | 56,61 m        | Behnam Shiri Iran                                             | 55,72 m        |
| Lancer du marteau (6 kg) | Ashraf Amgad el-Seify Qatar                                                     | 80,85 m AJR/CR   | Sukhdev Singh Inde                                                                              | 65,25 m        | Alhenoal Mobarais Koweït                                      | 59,86 m        |
| Lancer du javelot | Cheng Chao-Tsun Taipei chinois                                                  | 74,68 m          | Amir Hossein Hosseini Iran                                                                      | 68,47 m        | Ku Chia-Hao Taipei chinois                                    | 68,10 m        |
| Décathlon (junior) | Mao Chi-Shun Taipei chinois                                                     | 6 252 pts        | Majed Radhi al-Sayed Koweït                                                                     | 5 957 pts      | Jamaleddin Sanaei Iran                                        | 5 422 pts      |
| Records et Performances - AR : Record continental (area record) - CR : Record des championnats (championship record) - MR : Record du meeting (meet record) - NR : Record national (national record) - OR : Record olympique (olympic record) - PR : Record paralympique (paralympic record) - PB : Record personnel (personal best) - SB : Meilleure performance personnelle de la saison (season's best) - WL : Meilleure performance mondiale de l'année (world leader) - WJR : Record du monde junior (world junior record) - WR : Record du monde (world record) Circonstances et Conditions - DNF : N'a pas terminé (did not finish) - DNS : N'a pas pris le départ (did not start) - DQ : Disqualification (disqualification) - NM : Aucun essai valable enregistré (No Mark) - Q : Qualifié « directement » au prochain tour (ou à la prochaine compétition), lors d'une compétition majeure, grâce au classement ou à la réalisation des minima (automatic qualifier) - q : Qualifié au prochain tour (ou à la prochaine compétition), lors d'une compétition majeure, grâce au repêchage ou à la réalisation de l'une des meilleures performances parmi celles des « non qualifiés directement » (grâce au meilleur temps ou à la meilleure distance par exemple) (secondary qualifier) |                                                                                 |                  |                                                                                                 |                |                                                               |                |

### Femmes
| Épreuve | Or                                                                         | Or                | Argent                                                                           | Argent         | Bronze                                                                  | Bronze         |
| --- | -------------------------------------------------------------------------- | ----------------- | -------------------------------------------------------------------------------- | -------------- | ----------------------------------------------------------------------- | -------------- |
| 100 m (Vent: −0,8 m/s) | Liao Ching-Hsien Taipei chinois                                            | 11 s 97           | Lin Huijun Chine                                                                 | 11 s 98        | Pakdee Khanrutai Thaïlande                                              | 12 s 17        |
| 200 m (Vent: −3,1 m/s) | Lin Huijun Chine                                                           | 24 s 69           | Olga Andreyeva Kazakhstan                                                        | 25 s 05        | Shanti Veronica Pereira Singapour                                       | 25 s 09        |
| 400 m | RM Shiwanthi Kumari Ratnayake Sri Lanka                                    | 55 s 91           | Priyanka Mondal Inde                                                             | 56 s 01        | Olga Andreyeva Kazakhstan                                               | 56 s 03        |
| 800 m | Wu Limin Chine                                                             | 2 min 7 s 13      | Mizuki Yamamoto Japon                                                            | 2 min 8 s 67   | Tatyana Yurchenko Kazakhstan                                            | 2 min 9 s 60   |
| 1 500 m | Wang Yanfei Chine                                                          | 4 min 23 s 95     | Wu Limin Chine                                                                   | 4 min 24 s 36  | Saki Yoshimizu Japon                                                    | 4 min 26 s 76  |
| 3 000 m | Kotomi Takayama Japon                                                      | 9 min 27 s 79     | Kim Hyr Gyeeg Corée du Nord                                                      | 9 min 29 s 18  | Wu Yufeng Chine                                                         | 9 min 31 s 22  |
| 5 000 m | Haruka Kyuma Japon                                                         | 16 min 7 s 74 CR  | Moe Kyuma Japon                                                                  | 16 min 8 s 17  | Kim Hyr Gyeeg Corée du Nord                                             | 16 min 32 s 02 |
| 100 m haies (Vent: −1,2 m/s) | Wang Dou Chine                                                             | 13 s 80           | Hsieh Ching-Ju Taipei chinois                                                    | 14 s 11        | Lui Lai Yiu Hong Kong                                                   | 14 s 59        |
| 400 m haies | Nguyen Thi Huyen Vietnam                                                   | 59 s 92           | Marina Zaiko Kazakhstan                                                          | 1 min 00 s 00  | Lo Pei-Lin Taipei chinois                                               | 1 min 01 s 45  |
| 3 000 m steeple | Li Ting-Yu Taipei chinois                                                  | 10 min 44 s 94 CR | Mizuki Sado Japon                                                                | 10 min 45 s 07 | RAC Jayamini Sri Lanka                                                  | 10 min 55 s 76 |
| 4 × 100 m | Thaïlande Sanuma Tipkoed Thiput Supawan Khanrutai Pakdee Chonlada Kirdbut  | 46 s 87           | Indonésie Priscilia Angrenia Aini Niatalul Irene Alisjahbana Nurul Imaniar       | 47 s 24        | Taipei chinois Hung Pei-Ning Liao Ching-Hsien Lo Pei-Lin Hsien Ching-Ju | 47 s 32        |
| 4 × 400 m | Kazakhstan Marina Zaiko Tatyana Yurchenko Yekaterina Yermak Olga Andreyeva | 3 min 43 s 49     | Sri Lanka B.M.S.K. Kumari Nadeeshani Henderson D.P. Hansani Shivanthi Rathnayake | 3 min 46 s 76  | Inde M. Arpitha O.V. Revathy Jyoti Rani Priyanka Mondal                 | 3 min 49 s 09  |
| 10 000 m marche | Lee Jeongeun Corée du Sud                                                  | 49 min 4 s 60     | Wang Yalan Chine                                                                 | 50 min 1 s 15  | Khushbir Kaur Inde                                                      | 50 min 39 s 40 |
| Saut en hauteur | Wu Meng-Chia Taipei chinois                                                | 1,79 m            | HM Nimesha Siriwardane Sri Lanka                                                 | 1,79 m         | Liu Xiao Yun Chine                                                      | 1,76 m         |
| Saut à la perche | Xu Huiqin Chine                                                            | 4,25 m CR         | Chuah Yu Tian Malaisie                                                           | 3,40 m         | Liu Yu-Yao Taipei chinois                                               | 3,20 m         |
| Saut en longueur | Chen Mudan Chine                                                           | 6,18 m            | Wu Meng-Chia Taipei chinois                                                      | 6,02 m (w)     | Yuka Suda Japon                                                         | 6,00 m         |
| Triple saut | Chen Mudan Chine                                                           | 13,67 m           | Dilyara Abuova Kazakhstan                                                        | 13,35 m (w)    | Hung Pei-Ning Taipei chinois                                            | 13,01 m (w)    |
| Lancer du poids | Lai Li-Chun Taipei chinois                                                 | 14,25 m           | Lee Mina Corée du Sud                                                            | 14,12 m        | Thongchao Sawitri Thaïlande                                             | 13,98 m        |
| Lancer du disque | Subenrat Insaeng Thaïlande                                                 | 54,08 m           | Navjeet Kaur Dhillon Inde                                                        | 44,78 m        | Jeong Ye-lim Corée du Sud                                               | 41,32 m        |
| Lancer du marteau | Yan Ni Chine                                                               | 59,94 m           | Park Seo-jin Corée du Sud                                                        | 54,03 m        | Misaki Fukushima Japon                                                  | 50,78 m        |
| Lancer du javelot | Liu Shiying Chine                                                          | 53,02 m           | Yumi Shimabukuro Japon                                                           | 49,64 m        | Heo Hyo-jeng Corée du Sud                                               | 45,46 m        |
| Heptathlon | Purnima Hembram Inde                                                       | 4 979 pts         | Sunisa Khotseemueang Thaïlande                                                   | 4 902 pts      | Nadezhda Kirnos Kazakhstan                                              | 4 585 pts      |
| Records et Performances - AR : Record continental (area record) - CR : Record des championnats (championship record) - MR : Record du meeting (meet record) - NR : Record national (national record) - OR : Record olympique (olympic record) - PR : Record paralympique (paralympic record) - PB : Record personnel (personal best) - SB : Meilleure performance personnelle de la saison (season's best) - WL : Meilleure performance mondiale de l'année (world leader) - WJR : Record du monde junior (world junior record) - WR : Record du monde (world record) Circonstances et Conditions - DNF : N'a pas terminé (did not finish) - DNS : N'a pas pris le départ (did not start) - DQ : Disqualification (disqualification) - NM : Aucun essai valable enregistré (No Mark) - Q : Qualifié « directement » au prochain tour (ou à la prochaine compétition), lors d'une compétition majeure, grâce au classement ou à la réalisation des minima (automatic qualifier) - q : Qualifié au prochain tour (ou à la prochaine compétition), lors d'une compétition majeure, grâce au repêchage ou à la réalisation de l'une des meilleures performances parmi celles des « non qualifiés directement » (grâce au meilleur temps ou à la meilleure distance par exemple) (secondary qualifier) |                                                                            |                   |                                                                                  |                |                                                                         |                |

## Tableau des médailles
| Rang  | Nation          | Or | Argent | Bronze | Total |
| ----- | --------------- | -- | ------ | ------ | ----- |
| 1     | Chine           | 15 | 5      | 3      | 23    |
| 2     | Taipei chinois  | 6  | 3      | 6      | 15    |
| 3     | Inde            | 4  | 4      | 5      | 13    |
| 4     | Thaïlande       | 4  | 2      | 2      | 8     |
| 5     | Qatar           | 4  | 1      | 1      | 6     |
| 6     | Japon           | 3  | 13     | 6      | 22    |
| 7     | Sri Lanka       | 2  | 2      | 2      | 6     |
| 8     | Iran            | 2  | 1      | 4      | 7     |
| 9     | Kazakhstan      | 1  | 4      | 3      | 8     |
| 10    | Arabie saoudite | 1  | 3      | 2      | 6     |
| 11    | Corée du Sud    | 1  | 2      | 2      | 5     |
| 12    | Vietnam         | 1  | 0      | 1      | 2     |
| 13    | Malaisie        | 0  | 1      | 2      | 3     |
| 14    | Koweït          | 0  | 1      | 1      | 2     |
| 15    | Corée du Nord   | 0  | 1      | 1      | 2     |
| 16    | Indonésie       | 0  | 1      | 0      | 1     |
| 17    | Hong Kong       | 0  | 0      | 2      | 2     |
| 18    | Singapour       | 0  | 0      | 2      | 2     |
| Total | Total           | 44 | 44     | 45     | 133   |